# Борања
Борања је динарска планина у Подрињу у западном делу Србије. Борања се пружа другачије од свих Подрињско - ваљевски планина - од југозапада ка североистоку, односно попречно на Гучево, Соколске планине и Јагодњу. Њена највиша тачка је Црни врх (856м) и спада у ред нижих Подрињско-ваљевских планина. Од развођа речне долине су управљене махом према западу и северозападу а неке према југу и југоистоку. Долине су често кривудаве те су због тога и развођа местимично кривудава и разломљена, а негде и ступњевита. Сваки од ступњева представља ерозивни под, који су становници искористили за подизање кућа. Код неких борањских долина, доњи делови су дубљи него горњи, што је ретка појава на планинама. Такође, ерозивни подови на развођима су много ужи у доњем него у горњем делу Борање, нарочито у атару села Планине. Појава дисекција доњих делова речних долина као и сливова је последица усецања Дрине, која подстиче и јача усецање потока и речица који јој притичу са Борање. На Борањи се јасно може видети гранит а на неким местима и кристаласти шкриљци. Поред путева, на усецима налазе се знатне количине песка груса који настаје распадањем гранита. Од овог песка ствара се дебела глиновита подлога, која услед јаких киша проузрокује површинске водотокове, након чега долази до бујања вегетације. Планина се сместила између Крупња, Лознице и Малог Зворника и пружа се правцем југозапад-североисток. Највиша тачка планине је Црни врх висок 856 м.
Изузетно је богата шумама, шумским плодовима (најквалитетније печурке), дивљачи, разноврсним биљним заједницама, извориштима и минералима (посебно камен гранит). Богата је и рудама олова, цинка и антимона.
На источној страни Борање налази се резерват букви који се простире на више од 15 хектара, од чега је више од половине територије под заштитом државе још од шездесетих година прошлог века. Резерват букви је под надлежношћу ЈП Србијашуме, односно Шумског газдинства „Борања“ из Лознице.
На планини постоји планинарски дом „Шарена буква“, власништво Планинарског друштва Гучево из Лознице.
На планини се налази и више планинарских ловачких објеката. Ловиште Борања простире се осим Борање и на планини Гучево. Од Лознице је удаљено 10 км. Обухвата површину од 9.230 хектара и припада групи брдско-планинских ловишта. Захваљујући бујној и очуваној природи, станиште у „Борањи“ су пронашли срнећа дивљач, дивља свиња и зец.
Борања је 1914. године у Првом светском рату, била поприште жестоких борби између српске и аустроугарске војске.